# Julian Champagnie
Julian Kymani Champagnie (Staten Island, 29 de junho de 2001) é um jogador norte-americano de basquete profissional que atualmente joga no San Antonio Spurs  da National Basketball Association (NBA).
Ele jogou basquete universitário na St. John's University.

## Início da vida e carreira no ensino médio
Champagnie nasceu em Staten Island e cresceu no Brooklyn. Ele frequentou a Bishop Loughlin Memorial High School, onde jogou ao lado de seu irmão gêmeo, Justin. Ele teve média de 15 pontos em sua terceira temporada e teve média de 17,2 pontos em sua última temporada. Ele se comprometeu a jogar basquete universitário na St. John's University e rejeitou as ofertas de Pittsburgh, Washington State, Cincinnati e Seton Hall.

## Carreira universitária
Em 4 de março de 2020, Champagnie registrou 23 pontos e seis rebotes na derrota por 77-55 para Butler. Em seu jogo seguinte, ele teve 21 pontos e 12 rebotes na vitória por 88-86 sobre Marquette. Como calouro, Champagnie teve médias de 9,9 pontos e 6,5 rebotes e foi duas vezes eleito o Calouro da Semana na Big East.
Em 30 de novembro de 2020, Champagnie fez sua estreia em sua segunda temporada registrando 29 pontos e 10 rebotes na vitória por 97-93 sobre Boston College. Em 9 de janeiro de 2021, ele teve 33 pontos e 10 rebotes em uma derrota por 97-79 para Creighton, o primeiro duplo-duplo de 30 pontos por um jogador de St. John's desde D'Angelo Harrison em 2015. Nessa temporada, Champagnie teve médias de 19,8 pontos, 7,4 rebotes, 1,4 roubos de bola e um bloqueio. Após a temporada, ele se declarou para o draft da NBA de 2021. No entanto, em 4 de julho de 2021, ele anunciou que estava se retirando do draft e voltando para St. John's para seu terceiro ano.
Em 5 de janeiro de 2022, ele marcou 34 pontos, o recorde de sua carreira, na vitória por 89-84 sobre DePaul. Em sua terceira temporada, Champagnie teve médias de 19,2 pontos, 6,6 rebotes, 2,0 roubou de bola e 1,1 bloqueios e foi selecionado para a Primeira-Equipe da Big East pela segunda temporada consecutiva. Em 2 de abril de 2022, ele se declarou para o Draft da NBA de 2022, abrindo mão de sua elegibilidade universitária restante.

## Estatísticas da carreira

### Universitário
| Ano      | Equipe     | PJ | PT | MPJ  | AP   | 3P   | LL   | RT  | AS  | BR  | TO  | PPJ  |
| -------- | ---------- | -- | -- | ---- | ---- | ---- | ---- | --- | --- | --- | --- | ---- |
| 2019–20  | St. John's | 32 | 26 | 25.6 | .453 | .312 | .754 | 6.5 | .8  | 1.2 | .8  | 9.9  |
| 2020–21  | St. John's | 25 | 24 | 32.9 | .433 | .380 | .887 | 7.4 | 1.3 | 1.4 | 1.0 | 19.8 |
| 2021–22  | St. John's | 31 | 31 | 34.2 | .414 | .337 | .781 | 6.6 | 2.0 | 2.0 | 1.1 | 19.2 |
| Carreira | Carreira   | 88 | 81 | 30.9 | .433 | .342 | .807 | 6.8 | 1.3 | 1.5 | .9  | 16.3 |

## Vida pessoal
O irmão gêmeo de Champagnie, Justin, joga basquete profissional no Toronto Raptors. Seu pai, Ranford, jogou futebol na St. John's University em meados da década de 1990 e foi membro da equipe que foi campeã nacional de 1996.